# Arcieparchia di Antélias
L'arcieparchia di Antélias (in latino: Archieparchia Anteliensis Maronitarum) è una sede della Chiesa maronita in Libano. Nel 2022 contava 274.000 battezzati. È retta dall'arcieparca Antoine Farès Bounajem.

## Territorio
L'arcieparchia comprende parte del Libano.
Sede arcieparchiale è la città di Antelias, 5 km a nord di Beirut, nel distretto di Metn, dove si trova la cattedrale di Sant'Elia.
Il territorio è suddiviso in 97 parrocchie.

## Storia
L'arcieparchia è stata eretta l'11 giugno 1988.

## Cronotassi dei vescovi
Si omettono i periodi di sede vacante non superiori ai 2 anni o non storicamente accertati.
- Joseph Mohsen Béchara † (11 giugno 1988 - 16 giugno 2012 dimesso)
- Camille Zaidan † (16 giugno 2012 - 21 ottobre 2019 deceduto)
- Antoine Farès Bounajem, dal 3 marzo 2021

## Statistiche
L'arcieparchia nel 2022 contava 274.000 battezzati.
| anno | popolazione | popolazione | popolazione | presbiteri | presbiteri | presbiteri | presbiteri                | diaconi | religiosi | religiosi | parrocchie |
| anno | battezzati  | totale      | %           | numero     | secolari   | regolari   | battezzati per presbitero | diaconi | uomini    | donne     | parrocchie |
| ---- | ----------- | ----------- | ----------- | ---------- | ---------- | ---------- | ------------------------- | ------- | --------- | --------- | ---------- |
| 1990 | 270.585     | ?           | ?           | 104        | 59         | 45         | 2.601                     |         | 94        | 434       | 102        |
| 1999 | 217.660     | ?           | ?           | 144        | 69         | 75         | 1.511                     |         | 88        | 330       | 82         |
| 2000 | 219.860     | ?           | ?           | 156        | 68         | 88         | 1.409                     |         | 100       | 247       | 93         |
| 2001 | 197.967     | ?           | ?           | 161        | 70         | 91         | 1.229                     |         | 152       | 247       | 93         |
| 2002 | 213.319     | ?           | ?           | 163        | 72         | 91         | 1.308                     |         | 152       | 240       | 93         |
| 2003 | 210.135     | ?           | ?           | 150        | 70         | 80         | 1.400                     |         | 80        | 214       | 86         |
| 2004 | 191.763     | ?           | ?           | 125        | 67         | 58         | 1.534                     |         | 83        | 237       | 93         |
| 2006 | 193.377     | ?           | ?           | 126        | 71         | 55         | 1.534                     |         | 87        | 565       | 93         |
| 2009 | 297.283     | ?           | ?           | 130        | 75         | 55         | 2.286                     |         | 97        | 303       | 91         |
| 2012 | 249.971     | ?           | ?           | 162        | 76         | 86         | 1.543                     |         | 107       | 211       | 93         |
| 2015 | 271.916     | ?           | ?           | 163        | 77         | 86         | 1.668                     |         | 106       | 365       | 95         |
| 2018 | 276.325     | ?           | ?           | 161        | 75         | 86         | 1.716                     |         | 97        | 356       | 97         |
| 2020 | 280.521     | ?           | ?           | 166        | 80         | 86         | 1.689                     |         | 96        | 354       | 97         |
| 2022 | 274.000     | ?           | ?           | 175        | 89         | 86         | 1.565                     |         | 95        | 307       | 97         |